# 裴镜民
裴镜民（6世纪—596年4月22日），字君倩，河东闻喜（今山西闻喜县）人。出身河东裴氏的东眷裴。北周至隋朝的官员和将领。今山西闻喜县礼元镇裴柏村有唐贞观十一年立的《裴镜民碑》，上述其生平事迹。

## 生平
裴镜民生年不详。北周时担任过晋荡公宇文护之子谭公宇文会的大将军府记室，其父裴景汉在宇文泰时人称“日下粲烂有裴汉”，他则被大将军府中人称为“令德日新裴镜民”。此后因母亲去世离职，北周武帝建德初年（572年），被选为宋王宇文寔的侍读，不久授记室参军，迁司录宣政，一年后授吏部上士，摄少吏部。
开皇元年（581年），隋文帝受禅让称帝，裴镜民被除为尚书左外兵郎，不久改任兵部侍郎。后任西南道行台兵部侍郎（西南道行台尚书令为蜀王杨秀），行台废除，转任益州总管府掾，不久改为益州总管府司马。开皇十六年，益州的西南夷作乱，裴镜民领军征讨，因援军未至，三月十九日被敌军俘虏杀害。

## 家庭

### 祖父
- 裴靖虑，北魏银青光禄大夫、汾州刺史

### 父亲
- 裴景汉，北周车路大夫、仪同三司、晋州刺史

### 子女
- 裴熙载，长子，唐贞观中为兵部尚書、尚书右丞
- 裴熙勣，次子，唐朝卫尉少卿、邢州刺史

## 《裴镜民碑》
今在山西闻喜县礼元镇裴柏村，立于唐贞观十一年（637年）十月廿一日，由唐初宗正卿、安平县开国子李百药撰文，行尚书金部员外郎、建安县开国男殷令名书丹。康有为《广艺舟双楫》赞其“今为干禄计，方润整朗者，当以《裴镜民碑》为第一。是碑笔兼方圆，体极匀整，兼《九成》《皇甫》而一之，而又字画丰满，此为殷令名书，唐书称其不减欧、虞者，当为干禄书无上上品矣。”

隋故益州总管府司马裴君碑铭（并序）

粤惟上德，希世挺生，存则道照於人伦，没则名飞於史策。宜其计功，代镂钟鼎，永贻长世，昭示後昆。君讳镜民，字君倩，河东闻喜人也。唐虞之盛，伯益控其遥原；殷周以还，仲衍膺其馀庆。徽则擅美当涂，宪则流芳中夏。金张旧业，远谢声尘，江汉英灵，多惭光价。祖靖虑，魏银青光禄大夫、汾州刺史。银章青绶，登高能赋，扬波流恶，政以镇成。父景汉，周车路大夫、仪同三司、晋州刺史。雅道儒风，声动当世，班条布政，恩结去思。君上表云气，远膺星像，虚牝与贞固同归，爱景共严凝一致。悬河若讷，每括智囊，止水澄神，日开灵鉴。及择师请益，游方问道，性与稽古，心照神文，佩游夏之芳尘，为潘张之益友。立人之道，仁义靡遗，事亲之德，爱敬同尽。迹屈衡门，声驰上国，莫府交辟，公车致礼。晋荡公受博陆之图，处阿衡之寄，为其诸子精选府寮，辟为谭公大将军记室，府中为其语曰：“令德日新裴镜民”。昔马越为其世子辟王安期，取其仪形之美，蒋济崇其府望辟阮嗣宗，重其文学之誉，我贻羔雁，兼而有之。寻以内艰去职，幡车方驾，金革在辰，丧礼未弘，多从权夺，朝廷以君羸瘵过甚，特诏终哀，感动风俗，皆此类也。建德初，以君为宋王侍读，寻授记室参军，迁司录宣政，一年授吏部上士，摄少吏部。研几汲引之方，游刃铨衡之地，能官在〇，咸事无迷。大吏部竟陵公，即有随之滕王也，亮拔不群，英姿秀发，重君才行，深见褒奖，每谓裴楷清通之望，复见斯人。开皇受禅，其日除尚书左外兵郎，寻改为兵部侍郎。魏晋以还，台郎显要，官方始革，扬历是膺，是非器重望〇无以弘斯礼秩。华阳地险，控御遐长，蜀王秀以王子之尊，拥旄作镇，寮属望重，妙简时贤，以君为西南道行台兵部侍郎。及行台废，除益州总管府掾，寻改益州总管府司马。蜀王年止胜衣，童心未改，文武佐吏，多非正人，君言必尽忠，行惟直道，省府之内，莫不敬而惮之。行台民部尚书陈茂，情恃惟旧，志多慢下，虽处行乖方，莫敢违异。惟君〇理抗直，未尝顺旨，兵部尚书京兆杜杲每谓人曰：“不值盘根错节，不表利器，裴君匪躬遑监，可谓美矣。”开皇十六年，西南夷〇〇从构乱，君总率士卒，应机致讨，後军不系，战危丧律，以三月癸丑朔十九日辛未，陷於贼庭。季路结缨，志无苟免；温序衔须，义不生辱。永怀斯道，盖君之平生风烈焉。惟君灵府浚彻，神〇开敏，英略外明，沈几内断。培风自远，背丹穴以来仪，〇气不群，望青云而孤竦。许劭月旦之论，韫义生风；黄童日下之声，乘虚效响。弹冠莫府，掌记文房，媚韶景以扬华，啸清风而振藻。珥笔南宫，垂缨西蜀，戎事之重，必司善政。蒐狩於是得时，风霜以之顺序，比明月於东曹，又典午於南正，眷熊掌〇重义，安马革以轻生。神迈〇〇，〇峰〇构，农夫辍〇而野祭，机妇捐珠而巷歌。西蜀父老，至于今思之。君第二子太仆少卿洛州都督行长史上柱国翼城县开国公勣，〇雅道於〇〇，构丕基於鸿绪，感四序之递变，睹万物而永言，思宏遗范，式昭贞石。其铭曰：

　　灵河远派，大畤流光。美哉地德，郁矣〇芳。高门锺鼎，世〇旗常。鹓鸿接翼，金玉其相。惟君载挺，道符人俊。灼灼外明，温温内润。瞻之忽後，仰之〇峻。抱月澄清，含风〇韵。〇〇资〇，公府驰名。永怀丧制，易俗申情。爰掌书记，俄属铨衡。清通之誉，远嗣家声。开皇在辰，万象咸镜。灵开尺〇，典属军政。列宿上膺，中和俯咏。永怀神道，斯人斯命。层梁毁构，靖树〇风。〇戈纪〇，鼐鼎铭功。柏庭永閟，泉路斯穷。九京不作，〇灵开〇。明〇重世，分茅锡社。仰嗣丕基，式弘良冶。绝云使翼，追风〇绪。以〇〇〇，〇胸（下阙）万古书忠。